# Aphyosemion striatum
Афиосемио́н стриа́тум (лат. Aphyosemion striatum) — вид лучепёрых рыб из рода афиосемионов семейства нотобранхиевых (Nothobranchiidae) отряда карпозубообразных.

## Внешний вид и поведение
Небольшая рыбка (размер взрослых особей 4—5 см). Тело вытянутое, торпедообразное, рот верхний. Самцы ярко окрашены с четырьмя-пятью рядами красных точек вдоль всего тела. Самки однотонные, серые.
Для рода Aphyosemion неплохие пловцы. Отличные прыгуны, аквариум должен быть закрыт крышкой. Не любят яркий свет.

## Ареал
Нижняя часть бассейна реки en:Mitimele River в Экваториальной Гвинее и ре́ки Мбе, Комо, en:Abanga River и нижнее течение реки Огове в Габоне.